# Вард, Рене II дю Бек-Креспен
Рене II дю Бек-Креспен (фр. René II du Bec-Crespin; ок. 1595 — ?), маркиз де Вард (Vardes) — французский дворянин, участник Тридцатилетней войны.

## Биография
Сын Рене I дю Бек-Креспена, маркиза де Варда, и Элен д'О.
При жизни отца носил титул барона дю Бек-Креспена. В 1626 году дрался на дуэли в Блуаском лесу, где его секундантом был его близкий друг Жан-Батист де Гебриан. Поединок состоялся вскоре после издания очередного эдикта, запрещавшего дуэли, и дело осложнялось тем, что неподалеку находилась королевская резиденция, а сам король в это время охотился.
Спасаясь от наказания, дю Бек-Креспен и Гебриан бежали из Франции, но через некоторое время влиятельные родственники добились для них помилования, и Людовик XIII позволил обоим вернуться ко двору.
В 1632 году Гебриан стал зятем Рене дю Бек-Креспена, женившись на его сестре Рене Креспен дю Бек.
Барон стал преемником своего отца на посту губернатора города и крепости Ла-Капель в Тьераше, в Пикардии, добившись, по словам «Мемуаров Ришельё», этого поста, чтобы содействовать избавлению короля от интриг королевы-матери.
После вступления Франции в Тридцатилетнюю войну и начала франко-испанской войны, в 1636 году армия принца Томаса Кариньянского, Иоганна фон Верта и Оттавио Пикколомини вторглась в Пикардию с территории Испанских Нидерландов, и овладела несколькими крепостями. Одной из первых целей захватчиков была Ла-Капель. Город защищался весьма посредственным, но хорошо расположенным замком, гарнизон был слаб, а фортификационные работы не были завершены. Крепость располагала всего десятью орудиями, причем половина из них не имела лафетов. В крепостном рву было так мало воды, что испанцы отказались от идеи заполнить его фашинами, заготовленными в соседнем лесу.
Губернатор был, по словам аббата Арно, «человек разумный и достойный, но войны никогда не видел». Он ясно представлял себе сильные и слабые стороны крепости, и понимал, что именно предпримет противник. «Сам Цезарь не мог бы рассказать об этом более убедительно, — добавляет Арно, — однако этот человек, такой умелый и храбрый в своем кабинете, потерял разум и сердце при виде врага…»
По мнению одних авторов, слабый и ненадежный гарнизон потребовал у дю Бек-Креспена сдать город, а составители «Мемуаров Ришельё» утверждают, что губернатор принудил офицеров к капитуляции, «под угрозой, в случае, если они не подпишут ее, передать их в руки врагов без надежды на пощаду».
Во всяком случае, было очевидно, что дю Бек-Креспен капитулировал, далеко не исчерпав всех возможностей обороны. После семи дней осады, 10 июля он вступил в переговоры, после чего покинул город и поспешно пересек французскую границу, решив не дожидаться ареста.
Кардинал Ришельё приказал нарядить следствие, чтобы использовать этот случай для показательного процесса. Он уговорил короля присутствовать на заседании Военного совета, 14 августа осудившего дю Бек-Креспена по обвинению в оскорблении величества, так как тот вследствие трусости и измены «передал в руки врагов место Ла-Капель».
Совет приговорил его к четвертованию лошадьми на Гревской площади; его руки и ноги должны были быть вывешены на четырех виселицах на Пикардийской дороге, за пределами Парижа, а голова насажена на пику над воротами Сен-Дени. Чрезвычайная жестокость приговора объяснялась яростью кардинала, от которого ускользнула жертва, заранее признавшая, по словам «Мемуаров», фактом бегства из страны свою вину. За голову бывшего губернатора была назначена цена в 60 тыс. ливров.
20 августа капитан Манфьё, жандарм Французского превоства, получил приказ снести дома, принадлежавшие барону дю Беку, а чтобы потомство помнило о его предательстве, «леса высоких деревьев вокруг них должны быть срезаны до высоты человеческого роста».
Аналогичный приговор был вскоре вынесен Этьену де Сен-Симону, барону де Сен-Лежеру, губернатору Ле-Катле, дяде первого герцога де Сен-Симона, который продержался в осаде всего два дня, и, по примеру дю Бек-Креспена, сразу после капитуляции скрылся за границей.
После смерти кардинала Ришельё Парижский парламент признал Рене дю Бек-Креспена, барона дю Бека, маркиза де Варда, невиновным, и постановил вернуть ему все его земли.

## Семья
Жена (ок. 1618): Жаклин де Бёй (1588—1651), графиня де Море, дочь Клода де Бёя, сеньора де Курсийон и де Маршетт, и Катрин де Монтеклер, бывшая любовница Генриха IV, в первом браке жена Филиппа де Арле де Шанваллона, графа де Сези-Санси
Дети:
- Франсуа-Рене дю Бек-Креспен (ок. 1621—3.09.1688), маркиз де Вард. Жена: Катрин Николаи (ум. 1661), дочь Антуана II Николаи, маркиза де Гуссенвиля, и Мари Амело
- Антуан дю Бек-Креспен (ум. 13.08.1658), граф де Море